# Åvensor fjärden
Åvensor fjärden är en fjärd i Finland. Den ligger i Houtskär i landskapet Egentliga Finland, i den sydvästra delen av landet, 190 km väster om huvudstaden Helsingfors.
Åvensor fjärden avgränsas av Biskopsö och Limskär i norr, Hangankait och Ollholm i öster, Stora Ojalot och Lillö i söder samt Nölöskär och Härteholm i väster. Den ansluter till Mossala fjärden i väster och Storö fjärden i sydöst.